# Detlef Girrmann
Detlef Girrmann (* 18. Mai 1929 in Breslau; † 8. April 2011 in Erfurt) war ein Fluchthelfer und Mitbegründer der größten Fluchthilfeorganisation in der DDR, der sogenannten Girrmann-Gruppe. Sie holte etwa 500 Ost-Berliner und DDR-Bürger in die Freiheit.

## Leben
Girrmann wuchs in Halle an der Saale und Magdeburg auf. Während des Zweiten Weltkriegs meldete er sich zunächst freiwillig zur SS, desertierte jedoch später beim Einsatz in Ungarn. Nach Kriegsende engagierte sich im Magdeburger „Antifaschisten Ausschuss“ und trat 1946, kurz vor der Zwangsvereinigung von SPD und KPD zur SED der SPD bei. Aus der SED trat er 1948 aus. In einer Oppositionsgruppe begann er, Flugblätter gegen das SED-Regime zu verteilen. Angesichts seiner drohenden Verhaftung floh er 1950 nach West-Berlin, wo er sein Jura-Studium an der Freien Universität Berlin fortsetzte und für das Studentenwerk Studierende betreute, die weiter im Ostteil der Stadt lebten. Girrmann verhalf nach dem Mauerbau mit der später nach ihm benannten Organisation mehreren hundert Studierenden zur Flucht nach West-Berlin, bevor die Gruppe ihre Tätigkeit Anfang 1964 einstellte. Dabei prägte er auch moralisch-ethische Richtlinien der Fluchthilfe. 1963 formulierte er, dass „ein Mensch in einer Notlage eine eigene moralische Qualität erhält, die uns zwingt, ihm zu helfen“. Etwa 500 Ost-Berliner und DDR-Bürger brachte Girrmanns Organisation in die Freiheit.
Girrmann beendete sein Studium nicht und arbeitete später für die Berufsgenossenschaft Druck und Papierverarbeitung in Wiesbaden, ab 1992 als Sachverständiger in der Zentralen Gehaltsstelle des Thüringer Finanzministeriums in Erfurt.